# Goldschau
Goldschau è una frazione di 317 abitanti del comune tedesco di Osterfeld, situato nel land della Sassonia-Anhalt.
Fino al 31 dicembre 2009 ha costituito un comune autonomo.